# Thomas Strahm
Thomas Strahm (* 27. März 1957 in Basel; heimatberechtigt in Oberthal, Riehen und Basel) ist ein Schweizer Politiker (LDP).

## Leben
Strahm arbeitet bei der UBS als Cash Management Consultant. 
Am 1. Juli 2007 wurde er in den Grossen Rat des Kantons Basel-Stadt gewählt, wo er aktuell in der Geschäftsprüfungskommission (GPK) tätig ist. Zudem ist er im Einwohnerrat von Riehen. 
Er ist verheiratet mit Nicole Strahm-Lavanchy. Die beiden haben eine Tochter.